# カルメン・カルボ
マリーア・デル・カルメン・カルボ・ポジャト（スペイン語: María del Carmen Calvo Poyato, 1962年11月9日 - ）は、スペイン・コルドバ県カブラ出身の政治家。スペイン社会労働党 (PSOE) 所属。サパテロ内閣で文化大臣（2004年-2007年）をサンチェス内閣で副首相（2018年-2021年）を務めた。

## 経歴

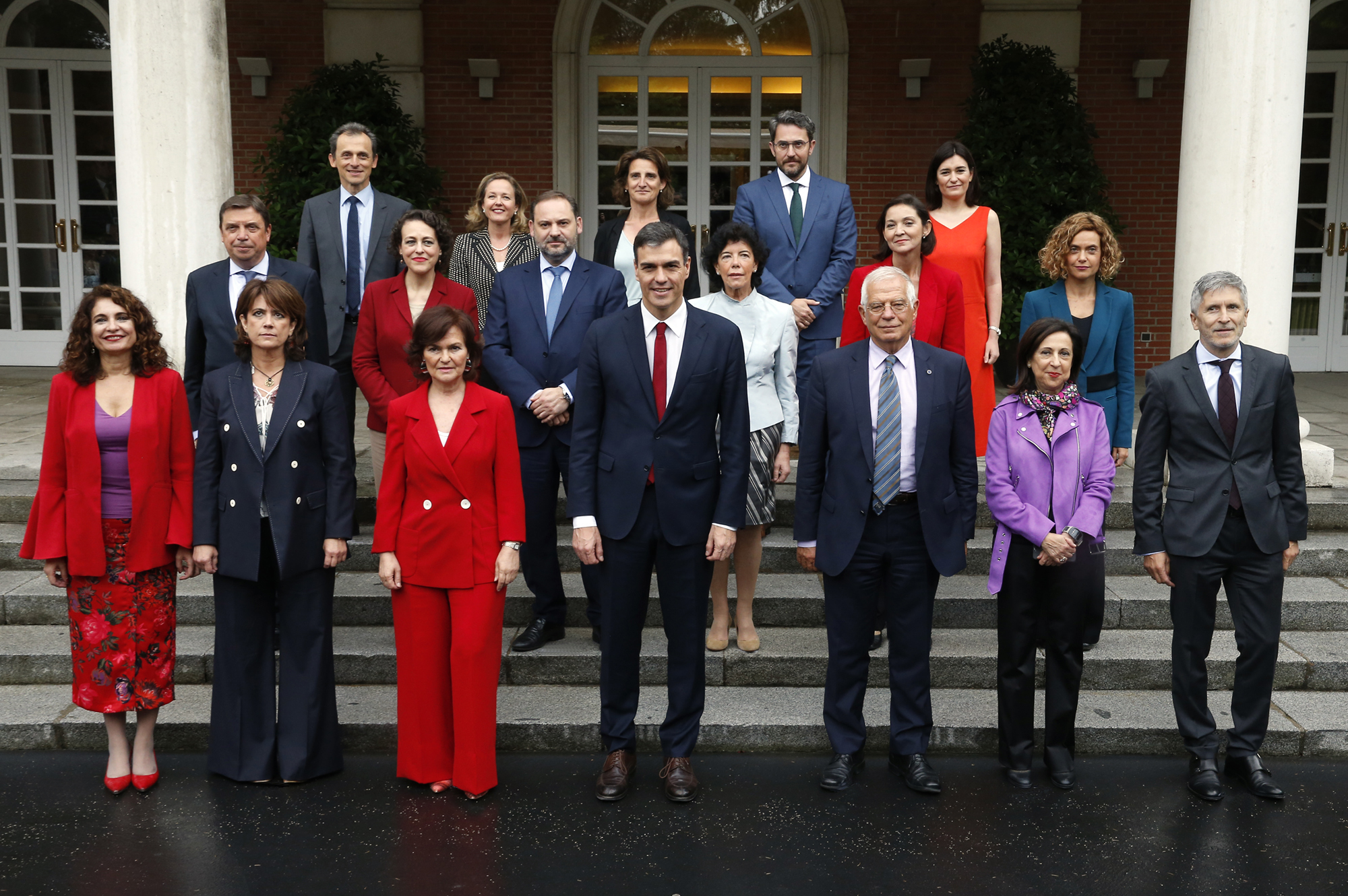
2018年6月に発足したサンチェス内閣（カルボは前列左から3番目）

1962年11月9日にアンダルシア地方のコルドバ県カブラに生まれた。セビリア大学で法学の学位を取得し、コルドバ大学で憲法学の博士号を取得した。コルドバ大学では憲法学の教員となり、1990年から1994年にはコルドバ大学の法学部の副学部長を務めた。1992年から1996年にはアンダルシア犯罪学研究所の研究員でもあった。1996年から2004年まではアンダルシア州政府に勤めた。同時期のスペイン社会労働党 (PSOE) の党首はマヌエル・チャベス・ゴンサーレスである。
2000年3月のアンダルシア州議会議員選挙には社会労働党の候補として、コルドバ県選挙区から出馬して当選した。アンダルシア州議会議員としては2004年まで1期を務めている。2004年3月の2004年スペイン議会総選挙には社会労働党の候補として、コルドバ県選挙区から出馬してスペイン下院議員に当選した。この選挙では社会労働党が国民党(PP)から政権を奪い返し、ホセ・ルイス・ロドリゲス・サパテロが新たな首相に就任。4月18日にはサパテロ内閣でカルボは文化大臣に任命された。下院議員としては2011年まで2期を務めている。
2018年5月には国民党のマリアーノ・ラホイ首相の不信任案が賛成多数で可決され、後任の首相にはスペイン社会労働党 (PSOE) のペドロ・サンチェスが就任した。6月7日に発足した第1次サンチェス内閣には女性や民間出身者が多数起用され、カルボは副首相、首相府大臣、男女共生大臣に就任した。副首相の前任者はソラヤ・サエンス・デ・サンタマリーア。2020年月13日に発足した第2次サンチェス内閣では、副首相に留任している。
2020年3月25日、2019新型コロナウイルスに感染したことが明らかになった。
2021年7月10日、サンチェス首相が内閣改造を発表し副首相を退任することとなった。